# Arthur Shields
Arthur Shields (Dublino, 15 febbraio 1896 – Santa Barbara, 27 aprile 1970) è stato un attore irlandese.

## Biografia
Arthur Shields nacque a Dublino, in Walworth Road, nella zona di Portobello, da una famiglia di irlandesi protestanti. Fratello minore del futuro attore Barry Fitzgerald, dopo aver frequentato le scuole nella sua città natale, Shields seguì la propria ambizione artistica e intraprese la carriera teatrale nel 1914 presso il prestigioso Abbey Theatre di Dublino.
Fervente nazionalista, Shields combatté durante la Rivolta di Pasqua, organizzata nella primavera del 1916 dai repubblicani irlandesi nel tentativo di ottenere l'indipendenza dal Regno Unito. Fatto prigioniero dagli inglesi, trascorse un periodo di detenzione a Frongoch (Galles settentrionale) e tornò infine al palcoscenico dell'Abbey Theatre, proseguendo una carriera che l'avrebbe portato negli anni successivi a recitare in circa 200 lavori teatrali e a dirigerne una ventina.
Già apparso in un paio di film muti alla fine degli anni dieci, Shields ottenne una parte significativa nella pellicola L'aratro e le stelle (1936) di John Ford, che fu la prima di numerose altre collaborazioni tra l'attore e il grande regista di origine irlandese. Shields apparve infatti pochi anni più tardi in Viaggio senza fine (1940), accanto a John Wayne e al fratello Barry Fitzgerald, in Com'era verde la mia valle (1941), tornò ancora accanto a Wayne nel western I cavalieri del Nord Ovest (1949), in cui interpretò il ruolo del Dr. Laughlin, e recitò sempre con Wayne e Fitzgerald in Un uomo tranquillo (1952), dove impersonò il reverendo Playfair.
Al di là della collaborazione con John Ford, Shields fu un prolifico interprete caratterista e apparve in numerose celebri pellicole degli anni quaranta, quali Il sentiero della gloria (1941), Torna a casa, Lassie! (1943), Gran Premio (1944), Le chiavi del paradiso (1945), in cui impersonò un altro prelato, Padre Fitzgerald, L'America dei Dorsey (1947) e Il ritorno di Lassie (1949).
Dall'inizio degli anni cinquanta, Shields passò progressivamente alla televisione e apparve in numerose serie di successo del periodo, come Lux Video Theatre (1952-1954), The Hardy Boys: The Mystery of the Applegate Treasure (1956), Perry Mason (1958), Bonanza (1960), Gli uomini della prateria (1960) e Carovane verso il West (1960).
Tra le ultime apparizioni di Shields sul grande schermo, sono da ricordare quelle nel western Un re per quattro regine (1956), nell'horror La figlia del dott. Jekyll (1957), nel ruolo del Dott. Lomas, e nella commedia Pranzo di Pasqua (1962), in cui impersonò l'ennesimo uomo di chiesa, Monsignor O'Toole, e che fu la sua ultima apparizione artistica prima del definitivo ritiro dalle scene.
Sposato con Laurie Bailey, da cui ebbe due figli, Arthur Shields morì a Santa Barbara (California), il 27 aprile 1970, all'età di 74 anni.

## Filmografia

### Cinema
- Knocknagow, regia di Fred O'Donovan (1918)
- Rafferty's Rise, regia di J.M. Kerrigan - cortometraggio (1918)
- Il segno della croce (The Sign of the Cross), regia di Cecil B. DeMille (1932)
- L'aratro e le stelle (The Plough and the Stars), regia di John Ford (1936)
- La più grande avventura (Drums Along the Mohawk), regia di John Ford (1939)
- Viaggio senza fine (The Long Voyage Home), regia di John Ford (1940)
- Little Nellie Kelly, regia di Norman Taurog (1940)
- Lady Scarface, regia di Frank Woodruff (1941)
- The Gay Falcon, regia di Irving Reis (1941)
- Com'era verde la mia valle (How Green Was My Valley), regia di John Ford (1941)
- Confirm or Deny, regia di Archie Mayo (1941)
- Ombre di Broadway (Broadway), regia di William A. Seiter (1942)
- Sono un disertore (This Above All), regia di Anatole Litvak (1942)
- Pacific Rendezvous, regia di George Sidney (1942)
- The Loves of Edgar Allan Poe, regia di Harry Lachman (1942)
- Dr. Renault's Secret, regia di Harry Lachman (1942)
- Incubo (Nightmare), regia di Tim Whelan (1942)
- Il sentiero della gloria (Gentleman Jim), regia di Raoul Walsh (1942)
- Dr. Gillespie's New Assistant, regia di Willis Goldbeck (1942)
- Il cigno nero (The Black Swan), regia di Henry King (1942)
- Prigionieri del passato (Random Harvest), regia di Mervyn LeRoy (1942)
- Al di sopra di ogni sospetto (Above Suspicion), regia di Richard Thorpe (1943)
- Joko l'australiano (The Man from Down Under), regia di Robert Z. Leonard (1943)
- Torna a casa Lassie (Lassie Come Home), regia di Fred M. Wilcox (1943)
- Madame Curie, regia di Mervyn LeRoy (1943)
- Le bianche scogliere di Dover (The White Cliffs of Dover), regia di Clarence Brown (1944)
- Youth Runs Wild, regia di Mark Robson (1944)
- Gran Premio (National Velvet), regia di Clarence Brown (1944)
- Le chiavi del paradiso (The Keys of the Kingdom), regia di John M. Stahl (1944)
- Roughly Speaking, regia di Michael Curtiz (1945)
- Il ritratto di Dorian Gray (The Picture of Dorian Gray), regia di Albert Lewin (1945)
- Il grano è verde (The Corn Is Green), regia di Irving Rapper (1945)
- La valle del destino (The Valley of Decision), regia di Tay Garnett (1945)
- Phantoms, Inc., regia di Harold Young – cortometraggio (1945)
- Too Young to Know, regia di Frederick de Cordova (1945)
- L'idolo cinese (Three Strangers), regia di Jean Negulesco (1946)
- L'ultimo orizzonte (Gallant Journey), regia di William A. Wellman (1946)
- Preferisco mio marito (Never Say Goodbye), regia di James V. Kern (1946)
- La morte viene da Scotland Yard (I Killed That Man), regia di Don Siegel (1946)
- The Shocking Miss Pilgrim, regia di George Seaton (1947)
- Easy Come, Easy Go, regia di John Farrow (1947)
- L'America dei Dorsey (The Faboulous Dorsey), regia di Alfred E. Green (1947)
- Il mistero delle sette chiavi (Seven Keys to Baldpate), regia di Lew Landers (1947)
- Domani saranno uomini (Fighting Father Dunne), regia di Ted Tetzlaff (1948)
- La quercia dei giganti (Tap Roots), regia di George Marshall (1948)
- Soldato di ventura (The Fighting O'Flynn), regia di Arthur Pierson (1949)
- My Own True Love, regia di Compton Bennett (1949)
- Luce rossa (Red Light), regia di Roy Del Ruth (1949)
- I cavalieri del Nord Ovest (She Wore a Yellow Ribbon), regia di John Ford (1949)
- Il ritorno di Lassie (Challenge to Lassie), regia di Richard Thorpe (1949)
- Tarzan e le schiave (Tarzan and the Slave Girl), regia di Lee Sholem (1950)
- A Wonderful Life, regia di William Beaudine (1950) - cortometraggio
- Blue Blood, regia di Lew Landers (1951)
- La rivolta degli Apaches (Apache Drums), regia di Hugo Fregonese (1951)
- Il vascello misterioso (Sealed Cargo), regia di Alfred L. Werker (1951)
- Omertà (The People Against O'Hara), regia di John Sturges (1951)
- Il fiume (The River), regia di Jean Renoir (1951)
- L'avventuriero delle Ande (The Barefoot Mailman), regia di Earl McEvoy (1951)
- Il giardino incantato (Jack and the Beanstalk), regia di Jean Yarbrough (1952) - voce
- Un uomo tranquillo (The Quiet Man), regia di John Ford (1952)
- L'orfana senza sorriso (Scandal at Scourie), regia di Jean Negulesco (1953)
- Il sergente Bum! (South Sea Woman), regia di Arthur Lubin (1953)
- Main Street to Broadway, regia di Tay Garnett (1953)
- Singapore intrigo internazionale (World for Ransom), regia di Robert Aldrich (1954)
- Pride of the Blue Grass, regia di William Beaudine (1954)
- La magnifica preda (River of No Return), regia di Otto Preminger (1954)
- Lady Godiva (Lady Godiva of Coventry), regia di Arthur Lubin (1955)
- Un re per quattro regine (The King and Four Queens), regia di Raoul Walsh (1957)
- La figlia del dr. Jekyll (Daughter of Dr. Jekyll), regia di Edgar G. Ulmer (1957)
- I rinnegati dell'isola misteriosa (The Enchanted Island), regia di Allan Dwan (1958)
- Questa è la mia donna (Night of the Quarter Moon), regia di Hugo Haas (1959)
- For the Love of Mike, regia di George Sherman (1960)
- Pranzo di Pasqua (The Pigeon that Took Rome), regia di Melville Shavelson (1962)

### Televisione
- The Adventure of the Specklend Band, regia di Sobey Martin (1949) – cortometraggio TV
- Your Show Time – serie TV, 26 episodi (1949)
- Your Jeweler's Showcase – serie TV, episodio 1x12 (1953)
- Omnibus – serie TV, episodio 2x17 (1954)
- Waterfront – serie TV, episodi 1x28-1x39 (1954)
- Lux Video Theatre – serie TV, episodi 3x12-4x20 (1952-1954)
- Dr. Hudson's Secret Journal – serie TV, un episodio (1955)
- The Star and the Story – serie TV, episodio 1x10 (1955)
- The Millionaire – serie TV, episodio 1x12 (1955)
- So This Is Hollywood – serie TV, episodio 1x19 (1955)
- Kraft Television Theatre – serie TV, 2 episodi (1955)
- Crossroads – serie TV, episodi 1x14-1x23 (1956)
- The Life of Riley – serie TV, episodio 5x05 (1956)
- The Hardy Boys: The Mystery of the Applegate Treasure – serie TV, 9 episodi (1956)
- Perry Mason – serie TV, episodio 1x30 (1958)
- Bat Masterson – serie TV, episodi 1x32-1x33 (1959)
- Captain David Grief – serie TV, episodio 2x05 (1959)
- Alcoa Presents: One Step Beyond – serie TV, episodio 2x12 (1959)
- Bonanza – serie TV, episodio 1x24 (1960)
- Gli uomini della prateria (Rawhide) – serie TV, episodio 2x19 (1960)
- Carovane verso il West (Wagon Train) – serie TV, episodio 3x28 (1960)
- Play of the Week – serie TV, episodio 2x04 (1960)
- Maverick – serie TV, episodio 4x14 (1960)
- Harrigan and Son – serie TV, episodio 1x22 (1961)
- Death Valley Days – serie TV, episodio 9x26 (1961)

## Doppiatori italiani
- Lauro Gazzolo in La rivolta degli Apaches, La figlia del dr. Jekyll
- Amilcare Pettinelli in Un uomo tranquillo, L'orfana senza sorriso
- Manlio Busoni in Un re per quattro regine